# Thrills and Kills
Thrills and Kills — третий студийный альбом питерской ска-панк группы «Spitfire», выпущенный в январе 2004 года.

## Об альбоме
Записи альбома предшествовали совместные с группой «Ленинград» гастроли музыкантов по Соединённым Штатам Америки. Выход Thrills and Kills состоялся в январе 2004 года, а записан он был на студии Vielklang в Берлине. Звукорежиссёр и продюсер альбома — Стефан Брюгеман. В Европе альбом был выпущен лейблом Vielklang, а в России лейблом «Шнур’ОК». После выпуска альбома группа отправилась в пятинедельный тур по городам Германии, Швейцарии и Италии. Музыкальный журналист Андрей Бурлака описал музыку альбома как «гитарный рок с духовой секцией», отметив большее музыкальное разнообразие альбома по сравнению с предыдущими работами группы. Журнал «Наш НеФормат» характеризует альбом как «яркая, сочная, позитивная музыка без претензий на ямайковость». Музыкальный журналист Андрей Гончаров в своей рецензии выделяет «профессионализм ритм-секции и позитивные вибрации духовых», при этом критикуя коммерческую направленность альбома.

## Список композиций
1. «Freak»
2. «Corny Jokes»
3. «Tanzen»
4. «Struck»
5. «The Game»
6. «Sunday Afternoon»
7. «Обыватель»
8. «Весна» (кавер на песню группы «Кино», выходил только на немецком издании альбома)
9. «Suffering»
10. «Что Такое?»
11. «Bell»
12. «Продажная Любовь»
13. «Break The Silence»
14. «I’m Alright»
15. «Three Chords»